# Associazione Sportiva Tevere Roma 1962-1963
Questa voce raccoglie le informazioni riguardanti l'Associazione Sportiva Tevere Roma nelle competizioni ufficiali della stagione 1962-1963.

## Rosa
| N. |                   | Ruolo | Calciatore         |
| -- | ----------------- | ----- | ------------------ |
|    | Italia (bandiera) | C     | Franco Beccaccioli |
|    | Italia (bandiera) | D     | Ferruccio Bimbi    |
|    | Italia (bandiera) | D     | Bemito Boscolo     |
|    | Italia (bandiera) |       | Cardarelli         |
|    | Italia (bandiera) |       | Carniglia          |
|    | Italia (bandiera) | C     | Mario Colautti     |
|    | Italia (bandiera) | D     | Adriano Da Pian    |
|    | Italia (bandiera) | C     | Pasquale Di Leo    |
|    | Italia (bandiera) | A     | Fulvio Fusco       |
|    | Italia (bandiera) | A     | Gaetano Gaeta      |
|    | Italia (bandiera) | P     | Gianni La Bella    |
|    | Italia (bandiera) | P     | Giuseppe Leonardi  |

| N. |                   | Ruolo | Calciatore         |
| -- | ----------------- | ----- | ------------------ |
|    | Italia (bandiera) | A     | Alessandro Nedi    |
|    | Italia (bandiera) |       | Peronace           |
|    | Italia (bandiera) | C     | Carlo Pietrantoni  |
|    | Italia (bandiera) | C     | Alfio Riti         |
|    | Italia (bandiera) | C     | Sergio Rodaro      |
|    | Italia (bandiera) | D     | Franco Rosati      |
|    | Italia (bandiera) | C     | Francesco Scaratti |
|    | Italia (bandiera) | D     | Roberto Scichilone |
|    | Italia (bandiera) | C     | Renzo Selmo        |
|    | Italia (bandiera) | D     | Giosué Stucchi     |
|    | Italia (bandiera) | A     | Roberto Tacchini   |
|    | Italia (bandiera) | C     | Roberto Tamburlini |